# Världsmästerskapen i skidskytte 1961
De tredje världsmästerskapen i skidskytte genomfördes 24 - 
25 februari
1961 i Umeå i Sverige.
Eftersom OS genomfördes 1960 anordnades det året inga världsmästerskap.
Fram till 1966 utsågs världsmästare i en enda disciplin – 20 km individuellt – idag vanligtvis benämnd ”distans”. I samband med tävlingarna genomfördes även en stafettävling, som emellertid fram till 1966 betraktades som inofficiell varför inga medaljer utdelades. Stafetten kallades för ”ramprogram”. 
Till och med 1983 anordnades världsmästerskap i skidskytte endast för herrar.

## Resultat

### Distans herrar 20 km
| Placering | Åkare              | Land          |
| --------- | ------------------ | ------------- |
| 1.        | Kalevi Huuskonen   | Finland       |
| 2.        | Aleksandr Privalov | Sovjetunionen |
| 3.        | Paavo Repo         | Finland       |

### Stafett 3 x 7,5 km herrar (inofficiell tävling)
| Placering | Land          | Åkare                                                     |
| --------- | ------------- | --------------------------------------------------------- |
| 1.        | Finland       | Kalevi Huuskonen, Paavo Repo, Antti Tyrväinen             |
| 2.        | Sovjetunionen | Aleksandr Privalov, Valentin Psjenitsin, Dimitrij Sokolov |
| 3.        | Sverige       | Klas Lestander, Tage Lundin, Stig Andersson               |

## Medaljfördelning
| Plats | Land          | Guld | Silver | Brons | Totalt |
| ----- | ------------- | ---- | ------ | ----- | ------ |
| 1     | Finland       | 1    | 0      | 1     | 2      |
| 2     | Sovjetunionen | 0    | 1      | 0     | 1      |

### Fotnoter
1. ↑   1958 Biathlon World Championship Biathlon /Intersportstats.com (läst 21 maj 2025)
2. ↑  ”Klas Lestander”. Sveriges olympiska kommitté. http://sok.se/idrottare/idrottare/k/klas-lestander.html. Läst 17 juli 2017.